# Luperosaurus sorok
Luperosaurus sorok — вид ящірок родини геконових (Gekkonidae). Ендемік малазійської частини острова Калімантан.

## Поширення та систематика
Вид описаний під назвою Gekko sorok у 2008 році з єдиного зразка зібраного у національному парку Банджаран-Крокер у штаті Сабах. У 2022 році було зібрано численні екземпляри цього виду в національному парку Ламбір-Гіллс у штаті Саравак. Це дозволило краще вивчити вид та запропоновано перенести вид до роду Luperosaurus